# 片山さゆり
片山 さゆり（かたやま さゆり、1979年7月3日 - ）は、日本の歌手、女優、作詞家。
本名は片山 さゆり（読み同じ）。旧芸名は片山 沙有里（読み同じ）。作詞家としてSAYURI（サユリ）の名前で活動している。

## 略歴
過去にサンミュージックに所属。しばらく芸能活動を休業していた。休業中にニューヨークにボイストレーニングに行っていた。2003年からオフィスニグンニイバに所属。歌手活動を始め、CDデビュー。公式サイトでは自作の詩を公開していた。2005年1月に事務所との契約が切れ活動はしていなかったが、2007年に高校時代の同級生でもある水樹奈々のアルバム『GREAT ACTIVITY』に収録されている『Nostalgia』を提供し、再度活動を始める。

## プロフィール
- 出身地：佐賀県伊万里市
- 血液型：A型
- 身長：166cm
- スリーサイズ：B84cm - W58cm - H86cm
- 堀越高等学校卒業
- 趣味：ジョギング、月や星を見る事、ギター、キャンドル、ポストカード集め
- 特技：ピアノ、ジャズダンス

## 主な出演作品

### テレビドラマ
- 天使にKISS（1997年、日本テレビ系）
- 木曜時代劇 物書同心いねむり紋蔵（1998年、NHK） - 藤木 麦 役
- 私ってへん? （1998年8月9日、TBS）
- 金曜時代劇 御宿かわせみ 二章 第6話「美男の医者」 （2004年5月7日、NHK） - お春 役

### CM
- ブルボン ミルネージュ（1997年）
- ブルボン さらら茶　(1998年)
- NTTドコモ 『着物編』 （2003年）

### 映画
- ファイト☆ガールズ （2003年10月25日公開、デューク） - 益子 役

### 舞台
- 美少女戦士セーラームーン （1996年7月 - 1998年2月、サンシャイン劇場 他） - 星野光／セーラースターファイター 役 ※初代

## ディスコグラフィ

### シングル
1. PARADISE is OVER （2004年3月24日発売）
  1. PARADISE is OVER
    - ステディ×スタディ・PS2ソフト・エンディングテーマ

  2. NO WHERE GIRL
    - ステディ×スタディ・PS2ソフト・オープニングテーマ

### アルバム
1. CHAOS （2004年4月14日発売）
  1. Another Sky
    - PS2ソフト 新天魔界ジェネレーションオブカオスIV・オープニングテーマ

  2. Paradise Is Over
    - PS2ソフト ステディ×スタディ・エンディングテーマ

  3. Intermission
    - PS2ソフト 新天魔界ジェネレーションオブカオスIV・挿入歌

  4. Fade Away
    - PS2ソフト 新天魔界ジェネレーションオブカオスIV・エンディングテーマ

  5. No Where Girl
    - PS2ソフト ステディ×スタディ・オープニングテーマ

## 主な提供

### 作詞
水樹奈々
- Nostalgia （2007年11月14日発売、『GREAT ACTIVITY』収録）
  - 作曲：TLAST、編曲：齋藤真也
- 空時計 （2008年2月6日発売、『STARCAMP EP』収録）
  - 作曲、編曲：大平勉
- 午前0時のBaby Doll （2009年1月21日発売、『深愛』収録）
  - 作曲：杉田陽平、編曲：nishi-ken
- Mr.Bunny! （2009年6月3日発売、『ULTIMATE DIAMOND』収録）
  - 作曲：若林充、編曲：齋藤真也
- ストロボシネマ （2010年7月7日発売、『IMPACT EXCITER』収録）
  - 作曲、編曲：大西省吾
- HIGH-STEPPER （2011年4月13日発売、『SCARLET KNIGHT』収録）
  - 作曲、編曲：齋藤真也
- Love Brick （meg rock、水樹奈々と共作。2012年1月11日発売、『Synchrogazer』収録）
  - 作曲：齋藤真也 編曲：齋藤真也
- PARTY! PARTY!（2012年6月6日発売、『TIME SPACE EP』収録）
  - 作曲、編曲：田尻知之
- 約束（水樹奈々と共作。2012年12月12日発売、『ROCKBOUND NEIGHBORS』収録）
  - 作曲：吉木絵里子、編曲：陶山隼
- ドラマティックラブ（2013年7月31日発売、『Vitalization』収録）
  - 作曲：KOUTAPAI、編曲：齋藤真也
- GUILTY（2014年4月16日発売、『SUPERNAL LIBERTY』収録）
  - 作曲：藤末樹・Ramon Riu、編曲：角田崇徳
- ドリームライダー（水樹奈々と共作。2014年10月15日発売、『禁断のレジスタンス』収録）
  - 作曲：加藤裕介、編曲：陶山隼